# LaShun McDaniel
LaShun Danlyn McDaniel, talvolta indicato come McDaniels (Gary, 24 febbraio 1966), è un ex cestista e allenatore di pallacanestro statunitense con cittadinanza italiana.

## Carriera
Playmaker di colore, dispone del passaporto italiano grazie alle origini siciliane della madre.
Nella Serie A italiana ha giocato con Rimini, Imola e Cantù, oltre ad aver avuto altre parentesi nelle serie minori. Ha inoltre allenato in ABA.